# Éamon de Valera
Éamon de Valera (IPA:['eːmˠən̪ˠ dʲɛ ˈwalʲəɾʲə']; eredetileg George de Valero, amit valamivel 1901 előtt Edward de Valerára változtatott meg; Manhattan, 1882. október 14. – Dublin, 1975. augusztus 29.) ír államférfi, aki több cikluson át szolgált az Ír Köztársaság kormány majd államfőjeként, valamint vezető szerepet játszott Írország 1937-es alkotmányának kidolgozásában.
De Valera politikai karrierje előtt az ír önkéntesek parancsnoka volt a Boland's Mill-ben az 1916-os húsvéti felkelés idején. Miután a lázadást leverték, de Valerát az angolok letartóztatták és halálra ítélték, ámde különböző okok miatt ezt az ítéletet elengedték, így de Valera az Angliában töltött börtönévek után visszatért Írországba, és a függetlenségi háború egyik vezető figurájaként folytatta tevékenységét. Az angol-ír szerződés aláírása után de Valera a Szerződésellenes Sinn Féin vezetőjeként munkálkodott 1926-ig, amikor is számos támogatójával együtt kilépett a pártból, hogy megalapítsa a Fianna Fáilt.
Innentől kezdve de Valera az ír politika élvonalába került az 1960-as évek fordulójáig. A Végrehajtó Tanács elnöki posztját 1932-ben William Thomas Cosgrave-től vette át, majd az ír alkotmány 1937-es elfogadásával taoiseach lett. Három különböző alkalommal töltött be ezt a tisztséget: 1937-től 1948-ig, 1951-től 1954-ig, végül pedig 1957-től 1959-ig. 1959-ben, amikor Írország elnökévé választották, már több mint 33 éve volt a Fianna Fáil vezetője, ezt a pozíciót egészen 1972-ig (ekkor már 90 éves volt) töltötte be.

## Megjelenése játékfilmben
- Neil Jordan rendező 1996-os Michael Collins című életrajzi filmjében Valerát Alan Rickman alakítja. (Címszereplő Liam Neeson).

## Fordítás
Ez a szócikk részben vagy egészben  az   Éamon de Valera című angol Wikipédia-szócikk ezen változatának fordításán alapul.  Az eredeti cikk szerkesztőit annak laptörténete sorolja fel. Ez a jelzés csupán a megfogalmazás eredetét és a szerzői jogokat jelzi, nem szolgál a cikkben szereplő információk forrásmegjelöléseként.